# Dosplaneringssystem
Dosplaneringssystem, ett datorsystem som används som ett hjälpmedel för att planera och genomföra en strålbehandling. Som underlag för behandlingen används vanligen datortomografibilder av det område i patienten man önskar behandla. Dessutom måste dosplaneringssystemet ha tillgång till detaljerad strålfysikalisk information om den strålbehandlingsmaskin eller strålkälla som skall användas. På grundval av dessa informationer kan systemet beräkna hur stråldosens fördelning i patienten ser ut. Detta utgör ett underlag för beslut om hur man skall genomföra strålbehandlingen på ett sätt som ger så hög och jämn stråldos som möjligt till tumörområdet och så låg stråldos som möjligt till omgivande frisk vävnad.